# Hleb Zhuk
Hleb Zhuk (24 de marzo de 1998) es un deportista de Bielorrusia que compite en atletismo. Ganó una medalla de bronce en el Campeonato Mundial de Atletismo Sub-20 de 2016, en la prueba de lanzamiento de disco.